# Liste der Ständigen Vertreter Italiens bei der NATO
Liste der ständigen Vertreter Italiens bei der Organisation des Nordatlantikvertrags (NATO) in Brüssel.

## Ständige Vertreter
- 1952–1954: Alberto Rossi Longhi
- 1954–1958: A. Alessandrini
- 1958–1959: Umberto Grazzi
- 1959–1967: A. Alessandrini
- 1967–1971: C. de Ferrariis Salzano
- 1971–1979: F. Catalano di Melilli
- 1980–1983: Vincenzo Tornetta
- 1983–1984: Sergio Romano
- 1985–1991: F. Paolo Fulci
- 1991–1993: Enzo Perlot
- 1993–1998: Giovanni Jannuzzi
- 1998–2002: Amedeo de Franchis
- 2002–2007: Maurizio Moreno
- 2007–2013: Stefano Stefanini
- 2013–2014: Gabriele Checchia
- 2014–2018: Mariangela Zappia
- seit 2019: Francesco M. Talò